# Heize
Heize (헤이즈?, HeijeuLR, HeijŭMR), pseudonimo di Jang Da-hye (장다혜?, Jang Da-hyeLR, Chang TahyeMR; Daegu, 9 agosto 1991), è una cantautrice sudcoreana. Ha debuttato nel 2014 con l'EP Heize. Ha partecipato inoltre al programma Unpretty Rapstar 2 nel 2015.

## Discografia

### Album in studio
- 2019 – She's Fine
- 2022 – Undo

### EP
- 2014 – Heize
- 2016 – And July
- 2017 – /// (You, Clouds, Rain)
- 2018 – Wish & Wind
- 2019 – Late Autumn
- 2020 – Lyricist
- 2021 – HAPPEN